# Tom Dan-Bergman
Tom Dan-Bergman, ursprungligen Tom Daniel Bergman, född 7 mars 1925 i Engelbrekts församling, Stockholm, död 19 februari 2009 i Helsingborg, var en svensk skådespelare och teaterregissör.

## Biografi
Dan-Bergman filmdebuterade 1952 i Lars-Eric Kjellgrens Flyg-Bom och han medverkade i sex långfilmer. Efter engagemang vid Lilla teatern i Helsingfors, Riksteatern och Nya teatern, var han åren 1958–1972 engagerad som regissör och teaterchef vid Lilla teatern i Stockholm. Konstnären Richard Bergh var hans morfar.
Dan-Bergman var från 1953 till sin död gift med skådespelaren Brita Billsten. De är gravsatta i Skogsminneslunden vid Helsingborgs krematorium.

## Filmografi
- 1952 – Flyg-Bom
- 1955 – Emma och hennes Karl
- 1957 – Gäst i eget hus
- 1957 – Som man bäddar...
- 1957 – Gårdarna runt sjön
- 1958 – Du är mitt äventyr
- 1973 – Hem till byn (TV-serie)

## Teater

### Roller (ej komplett)
| År   | Roll                 | Produktion | Regi             | Teater           |
| ---- | -------------------- | --- | ---------------- | ---------------- |
| 1953 | Dick Prewer          | Flodlinjen (The River Line) Charles Morgan                                                                            | Per-Axel Branner | Nya Teatern      |
| 1954 |                      | Farligt uppdrag (Seagulls over Sorrento) Hugh Hastings                                                                | Keve Hjelm       | Riksteatern      |
| 1956 | Bobbie Romford       | Min fru på drift (This Was a Man) Noël Coward                                                                         | Per-Axel Branner | Lisebergsteatern |
| 1957 | Kurcajev             | En skojares dagbok (На всякого мудреца довольно простоты, Na vsjakogo mudreca dovol’no prostoty) Aleksandr Ostrovskij | Josef Halfen     | Lilla Teatern    |
| 1958 | Oliver Costello      | Spindelnätet (The Spider's Web) Agatha Christie                                                                       | Gösta Cederlund  | Lilla Teatern    |
| 1958 | Baronens sekreterare | Jeppe på berget (Jeppe paa Bierget) Ludvig Holberg                                                                    | Josef Halfen     | Lilla Teatern    |
| 1958 | Doktor Bradman       | Min fru går igen (Blithe Spirit) Noël Coward                                                                          | Frank Sundström  | Lilla Teatern    |
| 1959 | Fästmannen           | I sista minuten (Gli ultimi cinque minuti) Aldo De Benedetti                                                          | Frank Sundström  | Lilla Teatern    |
| 1959 | Oscar                | Oscar Claude Magnier                                                                                                  | Gösta Folke      | Lilla Teatern    |

### Regi (ej komplett)
| År   | Produktion                            | Upphovsmän                                              | Teater                                             |
| ---- | ------------------------------------- | ------------------------------------------------------- | -------------------------------------------------- |
| 1960 | Dagdrömmaren Flowering Cherry         | Robert Bolt                                             | Folkparksturné/ Lilla Teatern                      |
| 1960 | Om tobakens skadlighet О вреде табака | Anton Tjechov Översättning Magda Lagerman               | Lilla Teatern                                      |
| 1960 | Fällan Piege pour un homme seul       | Robert Thomas Översättning Lennart Lagerwall            | Lilla Teatern                                      |
| 1961 | Tokan LʼIdiote                        | Marcel Achard                                           | Lilla Teatern                                      |
| 1961 | Fantasticks The Fantasticks           | Tom Jones och Harvey Schmidt Översättning Gösta Rybrant | Lilla Teatern Regi tillsammans med Jackie Söderman |
| 1964 | Match                                 | Michel Fermaud Översättning Eva Tisell                  | Lilla Teatern                                      |

### Fotnoter
1. ↑  ”Tom Dan-Bergman”. Svensk Filmdatabas. http://www.sfi.se/sv/svensk-filmdatabas/Item/?type=PERSON&itemid=64140&ref=%2ftemplates%2fSwedishFilmSearchResult.aspx%3fid%3d1225%26epslanguage%3dsv%26searchword%3dTom+Dan-Bergman%26type%3dPerson%26match%3dBegin%26page%3d1%26prom%3dFalse. Läst 21 februari 2013.
2. ↑  Svenska Dagbladet, 6 mars 1990, sid. 12
3. ↑  Bra böckers lexikon 1974
4. ↑  SvenskaGravar
5. ↑  ”Flodlinjen”. Musik- och Teaterbiblioteket. https://calmview.musikverk.se/CalmView/Record.aspx?src=CalmView.Performance&id=PERF14206&pos=1004. Läst 13 juli 2025.
6. ↑  ”Riksteaterpremiär i Ångermanland”. 23 januari 1954. s. 7. https://arkivet.dn.se/tidning/1954-01-23/21/7. Läst 6 januari 2022.
7. ↑  ”En skojares dagbok : skriven av honom själv”. Musik- och Teaterbiblioteket. https://calmview.musikverk.se/CalmView/Record.aspx?src=CalmView.Performance&id=PERF14292&pos=35. Läst 17 juli 2025.
8. ↑  Ebbe Linde (11 september 1957). ”En skojares dagbok”. Dagens Nyheter:  s. 10. https://arkivet.dn.se/tidning/1957-09-11/11164-247/10. Läst 17 juli 2025.
9. ↑  ”Spindelnätet”. Musik- och Teaterbiblioteket. https://calmview.musikverk.se/CalmView/Record.aspx?src=CalmView.Performance&id=PERF14293&pos=36. Läst 17 juli 2025.
10. ↑   Spindelnätet på Lilla teatern, programblad, 1958
11. ↑  Ebbe Linde (15 januari 1958). ”Agatha Christies 'Spindelnätet' fröjd för stunden på Lillan”. Dagens Nyheter:  s. 12. https://arkivet.dn.se/tidning/1958-01-15/11165-13/12. Läst 17 juli 2025.
12. ↑  ”Jeppe på berget”. Musik- och Teaterbiblioteket. https://calmview.musikverk.se/CalmView/Record.aspx?src=CalmView.Performance&id=PERF14294&pos=37. Läst 17 juli 2025.
13. ↑  ”Min fru går igen”. Musik- och Teaterbiblioteket. https://calmview.musikverk.se/CalmView/Record.aspx?src=CalmView.Performance&id=PERF14295&pos=38. Läst 17 juli 2025.
14. ↑  Sven Barthel (4 september 1958). ”Min fru går igen”. Dagens Nyheter:  s. 12. https://arkivet.dn.se/tidning/1958-09-04/239/12. Läst 25 december 2021.
15. ↑  ”I sista minuten”. Musik- och Teaterbiblioteket. https://calmview.musikverk.se/CalmView/Record.aspx?src=CalmView.Performance&id=PERF14297&pos=39. Läst 18 juli 2025.
16. ↑  ”Saken är Oscar! eller En halv million i kappsäcken”. Musik & Teaterbiblioteket. https://calmview.musikverk.se/CalmView/Record.aspx?src=CalmView.Performance&id=PERF14386&pos=7. Läst 10 maj 2025.
17. ↑  Ingmar Björkstén (2 juli 1960). ”Parkpremiär i Mjölby”. Dagens Nyheter:  s. 12. https://arkivet.dn.se/tidning/1960-07-02/176/12. Läst 2 januari 2022.
18. ↑  ”Dagdrömmaren”. Musik- och Teaterbiblioteket. https://calmview.musikverk.se/CalmView/Record.aspx?src=CalmView.Performance&id=PERF14388&pos=43. Läst 18 juli 2025.
19. ↑  Sven Barthel (17 september 1960). ”'Dagdrömmaren' på Lilla teatern”. Dagens Nyheter:  s. 17. https://arkivet.dn.se/tidning/1960-09-17/11165-253/17. Läst 18 juli 2025.
20. ↑  ”Fällan”. Musik- och Teaterbiblioteket. https://calmview.musikverk.se/CalmView/Record.aspx?src=CalmView.Performance&id=PERF14390&pos=45. Läst 18 juli 2025.
21. ↑  Sven Barthel (6 november 1960). ”'Thrillerkomedi' på Lillan”. Dagens Nyheter:  s. 40. https://arkivet.dn.se/tidning/1960-11-06/11165-302/40. Läst 18 juli 2025.
22. ↑  ”Tokan”. Musik- och Teaterbiblioteket. https://calmview.musikverk.se/CalmView/Record.aspx?src=CalmView.Performance&id=PERF14391&pos=46. Läst 18 juli 2025.
23. ↑  Sven Barthel (25 februari 1961). ”'Tokan' på Lilla Teatern”. Dagens Nyheter:  s. 12. http://arkivet.dn.se/arkivet/tidning/1961-02-25/54/12. Läst 22 augusti 2015.
24. ↑  ”Fantasticks”. Musik- och Teaterbiblioteket. https://calmview.musikverk.se/CalmView/Record.aspx?src=CalmView.Performance&id=PERF14436&pos=47. Läst 19 juli 2025.
25. ↑  ”Match”. Musik- och Teaterbiblioteket. https://calmview.musikverk.se/CalmView/Record.aspx?src=CalmView.Performance&id=PERF14477&pos=56. Läst 20 juli 2025.
26. ↑  Sven Barthel (31 december 1964). ”Han, hon och fotbollen”. Dagens Nyheter:  s. 11. https://arkivet.dn.se/tidning/1964-12-31/11166-355/11. Läst 19 juli 2025.